# Comitato nazionale democratico

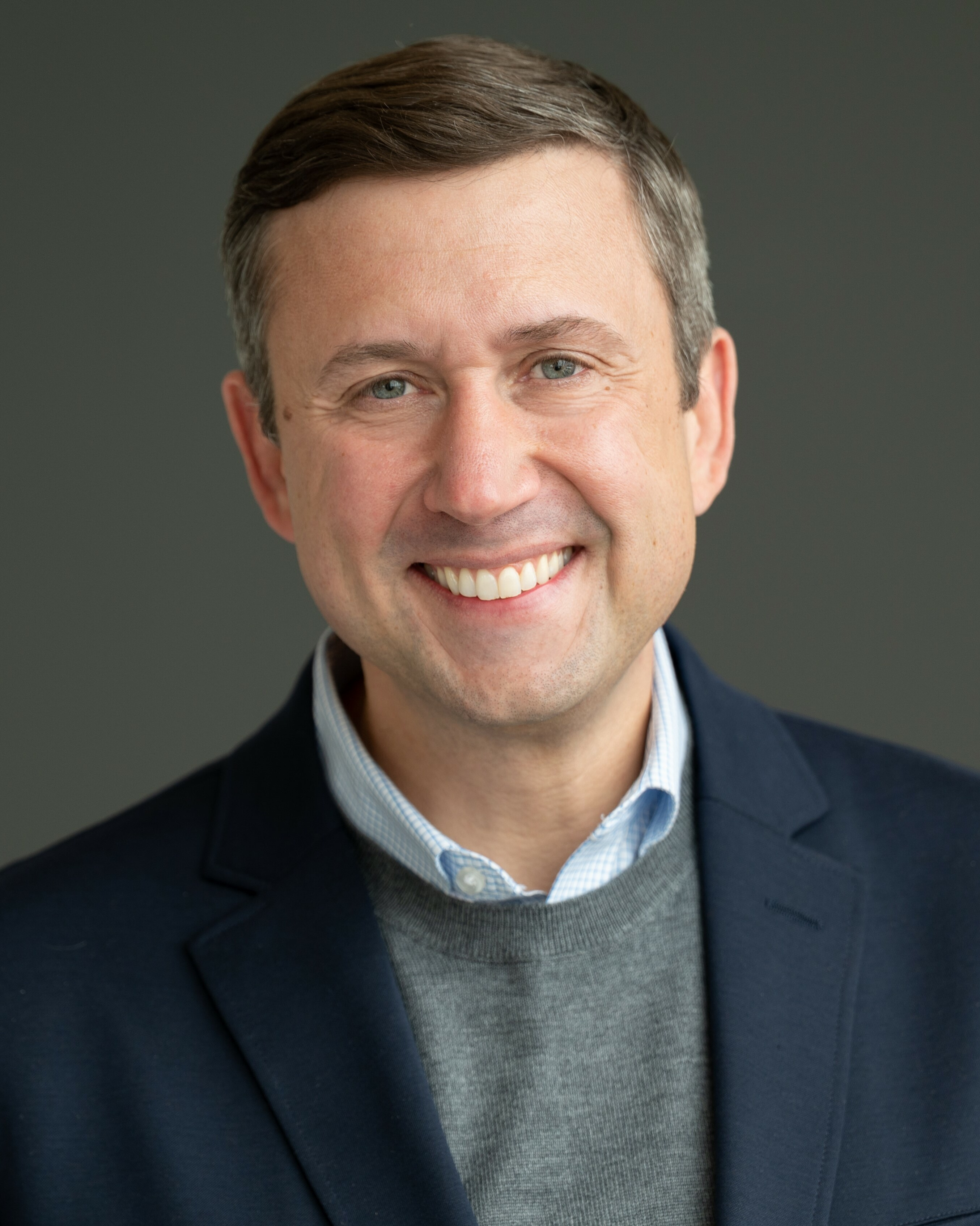
Ken Martin, presidente in carica del DNC

Il Comitato nazionale democratico (in inglese: Democratic National Committee; DNC) è la principale organizzazione di governo del Partito Democratico statunitense su base permanente.

## Caratteristiche
Sebbene sia anche responsabile di supervisionare la piattaforma del partito elaborata ogni quattro anni in occasione delle elezioni presidenziali, il suo compito principale è quello di supportare le campagne e le attività dei candidati democratici in tutto il paese, coordinando la raccolta di fondi e la strategia elettorale. Il Comitato è stato istituito durante la Convenzione nazionale democratica del 1848.
L'organo è composto dai presidenti e dai vicepresidenti di ciascun comitato statale democratico, da duecento membri ripartiti tra gli Stati in base alla popolazione eletti o attraverso delle primarie o da parte dello stesso comitato statale, da un certo numero di eletti nelle cariche pubbliche come membri d'ufficio e da una serie di rappresentanti dei principali bacini elettorali del partito.
Il DNC stabilisce le regole per i caucus e le primarie che eleggono i delegati alla Convenzione nazionale democratica, l'organo che materialmente procede alla nomina del candidato democratico alla Presidenza degli Stati Uniti, sebbene l'organizzazione degli stessi spetti solitamente a ciascuno Stato. Tutti i membri del DNC sono superdelegati (ossia delegati di diritto) della Convenzione e in quanto tali possono influenzare la scelta del candidato democratico alle presidenziali.
Il presidente del Comitato è Ken Martin dal 2025. La principale controparte del DNC è il Comitato nazionale repubblicano.

## Presidenti[2]
| Nome                       | Periodo        | Stato                |
| -------------------------- | -------------- | -------------------- |
| Benjamin F. Hallett        | 1848-1852      | Massachusetts        |
| Robert Milligan McLane     | 1852-1856      | Maryland             |
| David Allen Smalley        | 1856-1860      | Vermont              |
| August Belmont             | 1860-1872      | New York             |
| Augustus Schell            | 1872-1876      | New York             |
| Abram Stevens Hewitt       | 1876-1877      | New York             |
| William H. Barnum          | 1877-1889      | Connecticut          |
| Calvin Stewart Brice       | 1889-1892      | Ohio                 |
| William F. Harrity         | 1892-1896      | Pennsylvania         |
| James K. Jones             | 1896-1904      | Arkansas             |
| Thomas Taggart             | 1904-1908      | Indiana              |
| Norman E. Mack             | 1908-1912      | New York             |
| William F. McCombs         | 1912-1916      | New York             |
| Vance C. McCormick         | 1916-1919      | Pennsylvania         |
| Homer Stille Cummings      | 1919-1920      | Connecticut          |
| George White               | 1920-1921      | Ohio                 |
| Cordell Hull               | 1921-1924      | Tennessee            |
| Clem L. Shaver             | 1924-1928      | Virginia Occidentale |
| John J. Raskob             | 1928-1932      | New York             |
| James A. Farley            | 1932-1940      | New York             |
| Edward J. Flynn            | 1940-1943      | New York             |
| Frank C. Walker            | 1943-1944      | Pennsylvania         |
| Robert E. Hannegan         | 1944-1947      | Missouri             |
| James Howard McGrath       | 1947-1949      | Rhode Island         |
| William M. Boyle           | 1949-1951      | Missouri             |
| Frank E. McKinney          | 1951-1952      | Indiana              |
| Stephen Mitchell           | 1952-1955      | Illinois             |
| Paul M. Butler             | 1955-1960      | Indiana              |
| Henry M. Jackson           | 1960-1961      | Washington           |
| John Moran Bailey          | 1961-1968      | Connecticut          |
| Larry O'Brien              | 1968-1969      | Massachusetts        |
| Fred R. Harris             | 1969-1970      | Oklahoma             |
| Larry O'Brien              | 1970-1972      | Massachusetts        |
| Jean Westwood              | 1972           | Utah                 |
| Robert S. Strauss          | 1972-1977      | Texas                |
| Kenneth M. Curtis          | 1977-1978      | Maine                |
| John C. White              | 1978-1981      | Texas                |
| Charles T. Manatt          | 1981-1985      | California           |
| Paul G. Kirk               | 1985-1989      | Massachusetts        |
| Ron Brown                  | 1989-1993      | New York             |
| David Wilhelm              | 1993-1994      | Ohio                 |
| Debra DeLee                | 1994-1995      | Massachusetts        |
| Chris. Dodd                | 1995-1997      | Connecticut          |
| Donald Fowler              | 1995-1997      | Carolina del Sud     |
| Roy Romer                  | 1997-1999      | Colorado             |
| Steven Grossman            | 1997-1999      | Massachusetts        |
| Ed Rendell                 | 1999-2001      | Pennsylvania         |
| Joseph Andrew              | 1999-2001      | Indiana              |
| Terry McAuliffe            | 2001-2005      | Virginia             |
| Howard Dean                | 2005-2009      | Vermont              |
| Tim Kaine                  | 2009-2011      | Virginia             |
| Debbie Wasserman Schultz   | 2011-2016      | Florida              |
| Donna Brazile (ad interim) | 2016-2017      | Louisiana            |
| Tom Perez                  | 2017-2021      | Maryland             |
| Jaime Harrison             | 2021-2025      | Carolina del Sud     |
| Ken Martin                 | 2025-in carica | Minnesota            |